# Килуиннинг

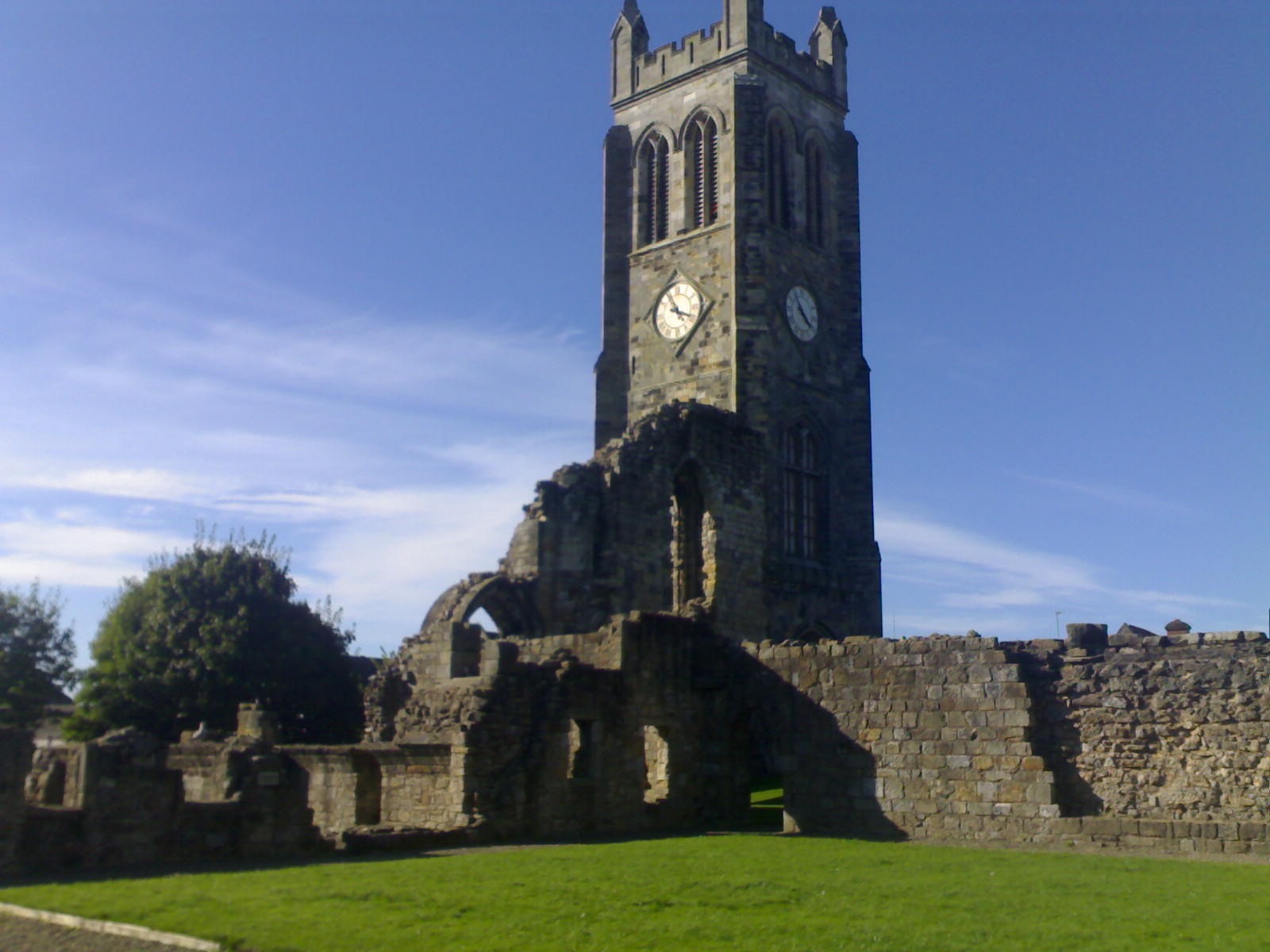
Монастырь Килуиннинг

Килуи́ннинг (англ. Kilwinning, гэльск. Cill Fhinnean, шотл. Kilwinnin) — город в Шотландии.

## География
Город Килуиннинг находится в западной части Шотландии, в округе Норт-Эршир, близ побережья Ирландского моря и на берегах реки Гарнок.

## История
Исторически велика роль Килуиннинга в раннем Средневековье как изначального пункта в христианизации Британии миссионерами из Ирландии. Отсюда выступали в поход против язычества такие проповедники, как святой Колумбан и святой Мунго. Позднее, в XII столетии, местным лендлродом англо-нормандского происхождения Ричардом де Морвиллем, основывается бенедиктинский монастырь, бывший на протяжении 4 столетий самым процветающим и богатым в Шотландии. Последний его настоятель, архиепископ Сент-Эндрюса Гэвин Гамильтон, поддерживал Реформацию в Шотландии и считался одним из самых непримиримых противников королевы Марии Стюарт. Г. Гамильтон погиб в битве при Эдинбурге в июне 1571 года. В 1603 земли монастыря были присоединены к владениям лордов Эглинтон, построивших здесь замок (Eglinton Castle).

## Ссылки на масонскую историю города

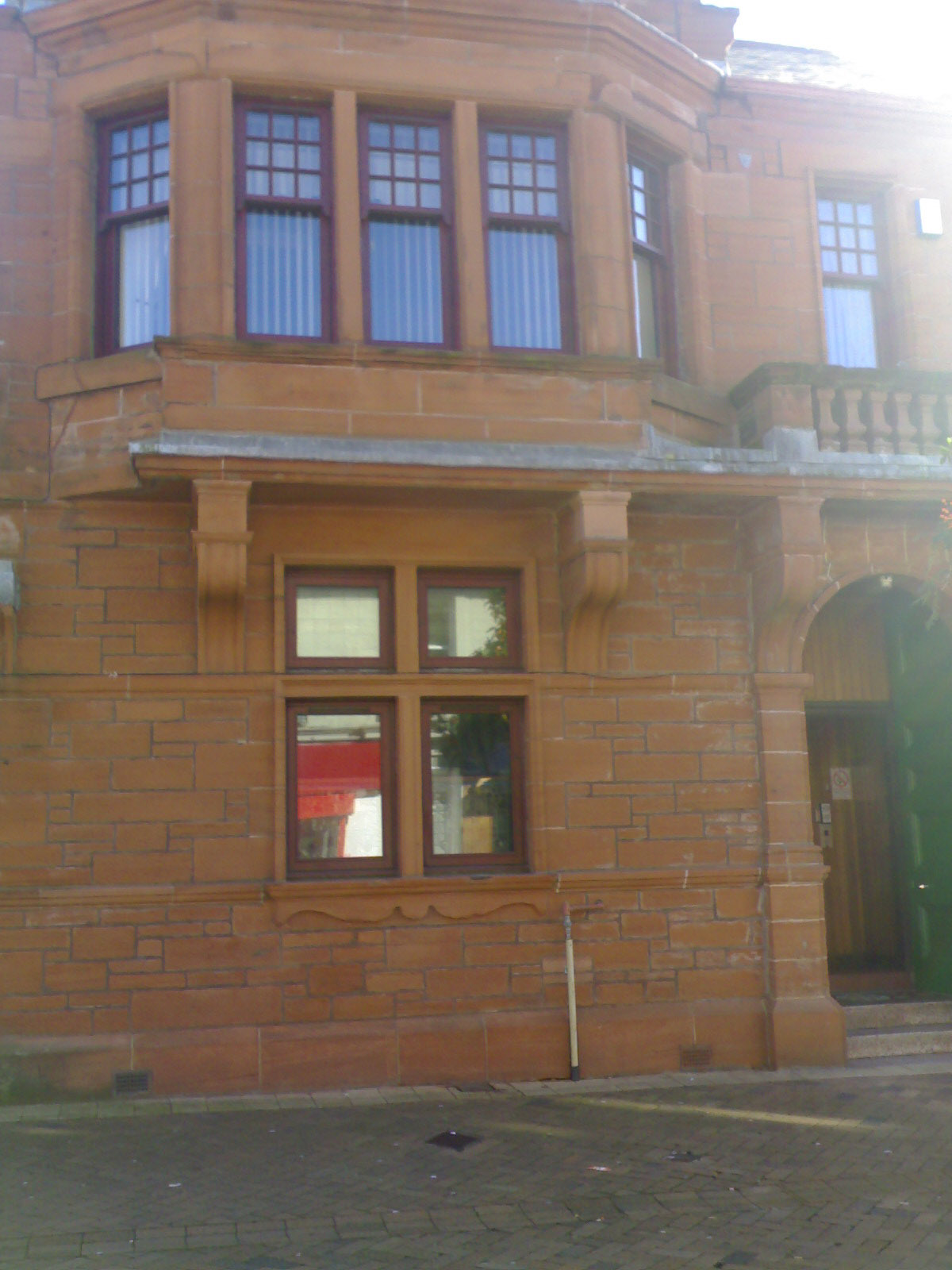
Здание ложи Килуиннинг № 0